# Gianluca Pozzatti
Gianluca Pozzatti (Trento, 22 luglio 1993) è un triatleta italiano.

## Biografia
Ha rappresentato l'Italia ai Giochi del Mediterraneo sulla spiaggia di Pescara 2015, dove ha vinto la medaglia d'oro nell'aquathlon, precedendo il connazionale Riccardo De Palma e il francese Dylan Magnien nella gara classica maschile.
Nel 2016 conquista il titolo di campione europeo U23 nella staffetta Mixed Relay insieme ad Angelica Olmo, Verena Steinhauser e Dario Chitti .
Ha conquistato due titoli italiani (2019 e 2020) e due secondi posti (2018, 2021) ai Campionati italiani di triathlon sprint e un titolo italiano (2021) e un terzo posto (2017) ai Campionati italiani di triathlon olimpico.
Nel maggio 2021 ha guadagnato la qualificazione olimpica nella staffetta mista del triathlon per la nazionale. Nel mese di giugno 2021 è stato convocato dal direttore tecnico Alessandro Botton ai Giochi olimpici estivi di Tokyo 2021 dove ha ottenuto il 37º posto nella gara individuale. È stato scelto per la gara a squadre, con Alice Betto, Delian Stateff e Verena Steinhauser dove si è classificato al 8º posto.
Ha partecipato ai giochi olimpici di Parigi 2024, ottenendo il 14° posto nella gara individuale  e la 6° posizione nella staffetta mixed-relay gareggiando nella prima frazione
Gianluca Pozzatti vive a Pergine Valsugana. Ha studiato ingegneria a Università di Trento e si è laureato nel 2018.